# Jammu-et-Cachemire (État princier)
Pour les articles homonymes, voir Jammu-et-Cachemire et Cachemire (homonymie).
1846–1949
Entités précédentes :
- Empire sikh

Entités suivantes :
- Azad Cachemire
(Pakistan)
- Jammu-et-Cachemire
(Inde)

Le Jammu-et-Cachemire est un État princier du sous-continent indien, au sein du Raj britannique de 1846 à la suite du traité d'Amritsar jusqu’à la partition de l’Inde en 1947. Il est alors devenu un territoire contesté, aujourd’hui administrée par trois pays : la Chine, l’Inde et le Pakistan. La monarchie a été abolie en 1952.

## Histoire

Carte de la partition des Indes par les Britanniques en 1947

La région du Cachemire était bouddhiste et hindoue avant de devenir progressivement musulmane à partir du XIVe siècle. Les Moghols s'emparent de la vallée du Cachemire en 1586, suivent les Afghans, puis les Sikhs. Le Cachemire, dans son étendue extensive, est grandement la résultante des diverses campagnes d'expansion menées au XIXe siècle par les Dogras de Jammu, vassaux de l'empire sikh.
Lors de la colonisation par l'Empire britannique, à la fin de la première guerre anglo-sikhe, le traité d'Amritsar, en 1846, le Cachemire devient un État princier gouverné par les maharajas de la dynastie Dogra, hindoue, avec une population majoritairement musulmane (70 % de Musulmans, et 30 % d'Hindous et autres).
En 1947, l'Inde prend son indépendance, les Britanniques la divisent en régions musulmanes (Pakistan, qui comprenait également le Bengale oriental puis Pakistan oriental, correspondant aujourd'hui au Bengladesh) et non-musulmanes (Inde), laissant des milliers de minorités dans chaque région.
À la suite de l'invasion du royaume par des tribus pachtounes mercenaires, le gouvernement du Jammu-et-Cachemire demande la défense de l'Inde et en échange se rattache au dominion de l'Inde. S'ensuit l'invasion par l'armée du Pakistan dans le cadre de la première guerre indo-pakistanaise.
En 1950, lorsque l'Inde devient une république, l'État princier devient l'État du Jammu-et-Cachemire. Il bénéficie alors d'un statut administratif particulier au sein de l'Union indienne, doté d'une très large autonomie, bien que l'effectivité de celle-ci se soit partiellement amoindrie à partir de la fin des années 1980. 
En 1952, la monarchie y est abolie.
En 2019, le gouvernement indien décide de retirer le statut d'État au Jammu-et-Cachemire, ainsi que son régime spécial d'autonomie, le scindant en deux territoires de l'Union : le Jammu-et-Cachemire proprement dit et le Ladakh. Cela succède à une recomposition territoriale du Cachemire déjà bien antérieure dans ses parties pakistanaise et chinoise, où la région est divisée entre les Territoires du Nord ou Gilgit-Baltistan, l'Azad Cachemire, les régions autonomes du Xinjiang et du Tibet.

## Maharajas du Jammu-et-Cachemire
- Gulab Singh (1846–1856)
- Ranbir Singh (1856–1885)
- Pratap Singh (1885–1925)
- Hari Singh (1925–1952) (Monarchie abolie)
- Hari Singh (uniquement titre) (1952–1961)